# Dicranota tigriventris
Dicranota tigriventris är en tvåvingeart som beskrevs av Alexander 1967. Dicranota tigriventris ingår i släktet Dicranota och familjen hårögonharkrankar. Inga underarter finns listade i Catalogue of Life.